# Jordanische Fußballnationalmannschaft (U-20-Männer)
Die jordanische U-20-Fußballnationalmannschaft ist eine Auswahlmannschaft jordanischer Fußballspieler. Sie unterliegt der Jordan Football Association und repräsentiert sie international auf U-20-Ebene, etwa in Freundschaftsspielen gegen die Auswahlmannschaften anderer nationaler Verbände oder bei U-20-Weltmeisterschaften und U-19-Asienmeisterschaften.
Bei der WM 2007 schied die Mannschaft in der Vorrunde aus.
Ihre besten Ergebnisse bei Asienmeisterschaften waren der vierte Platz 2006 und das Erreichen des Viertelfinales 2012.

## Teilnahme an U-20-Weltmeisterschaften
| 1977 | nicht qualifiziert |
| 1979 | nicht qualifiziert |
| 1981 | nicht qualifiziert |
| 1983 | nicht qualifiziert |
| 1985 | nicht qualifiziert |
| 1987 | nicht qualifiziert |
| 1989 | nicht qualifiziert |
| 1991 | nicht qualifiziert |
| 1993 | nicht qualifiziert |
| 1995 | nicht qualifiziert |
| 1997 | nicht qualifiziert |
| 1999 | nicht qualifiziert |
| 2001 | nicht qualifiziert |
| 2003 | nicht qualifiziert |
| 2005 | nicht qualifiziert |
| 2007 | Vorrunde           |
| 2009 | nicht qualifiziert |
| 2011 | nicht qualifiziert |
| 2013 | nicht qualifiziert |
| 2015 | nicht qualifiziert |
| 2017 | nicht qualifiziert |
| 2019 | nicht qualifiziert |
| 2023 | nicht qualifiziert |

## Teilnahme an U-19-Asienmeisterschaften
(bis 2006 Junioren-Asienmeisterschaft)
| 1959 | nicht qualifiziert |
| 1960 | nicht qualifiziert |
| 1961 | nicht qualifiziert |
| 1962 | nicht qualifiziert |
| 1963 | nicht qualifiziert |
| 1964 | nicht qualifiziert |
| 1965 | nicht qualifiziert |
| 1966 | nicht qualifiziert |
| 1967 | nicht qualifiziert |
| 1968 | nicht qualifiziert |
| 1969 | nicht qualifiziert |
| 1970 | nicht qualifiziert |
| 1971 | nicht qualifiziert |
| 1972 | nicht qualifiziert |
| 1973 | nicht qualifiziert |
| 1974 | nicht qualifiziert |
| 1975 | nicht qualifiziert |
| 1976 | nicht qualifiziert |
| 1977 | nicht qualifiziert |
| 1978 | nicht qualifiziert |
| 1980 | nicht qualifiziert |
| 1982 | nicht qualifiziert |
| 1985 | nicht qualifiziert |
| 1986 | nicht qualifiziert |
| 1988 | nicht qualifiziert |
| 1990 | nicht qualifiziert |
| 1992 | nicht qualifiziert |
| 1994 | nicht qualifiziert |
| 1996 | nicht qualifiziert |
| 1998 | nicht qualifiziert |
| 2000 | nicht qualifiziert |
| 2002 | nicht qualifiziert |
| 2004 | nicht qualifiziert |
| 2006 | 4. Platz           |
| 2008 | Vorrunde           |
| 2010 | Vorrunde           |
| 2012 | Viertelfinale      |
| 2014 | nicht qualifiziert |
| 2016 | nicht qualifiziert |
| 2018 | Vorrunde           |
| 2020 | nicht qualifiziert |
| 2023 | nicht qualifiziert |

## Ehemalige Spieler
- Abdallah Al-Fakhouri (2017–2018, A-Nationalspieler)
- Abdullah Al-Zubi (2007–2008, A-Nationalspieler)
- Anas Bani Yaseen (2006–2008, A-Nationalspieler)
- Hamza Al-Dardour (2007–2010, A-Nationalspieler)
- Ibrahim Sadeh (2018, A-Nationalspieler)
- Ihsan Haddad (2011–2012, A-Nationalspieler)
- Rajaei Ayed (2011–2012, A-Nationalspieler)
- Saleh Rateb (2011–2012, A-Nationalspieler)

## Auswahl ehemaliger Trainer
- Math'har Al-Saeed (1986–1989)
- Jan Børge Poulsen (2006–2007)
- Ahmed Abdel-Qader (2007–2008)
- Mohamed Azima (2009–2010)
- Jamal Abu-Abed (2011–2012)
- Bibert Kaghado (2013–2014)
- Islam Al-Diabat (2015)
- Ahmed Abdel-Qader (2016–2018)
- Islam Al-Diabat (2021–)